# Vozmediano (Boñar)
Vozmediano es una localidad española perteneciente al municipio de Boñar, en la provincia de León, comunidad autónoma de Castilla y León.
Su iglesia parroquial está dedicada a San Pedro apóstol aunque celebra sus fiestas en honor a Santiago apóstol  cada 25 de julio.
Es uno de los cinco pueblos que conformaba el antiguo Condado de Colle (junto a Felechas, Grandoso, Llama y los tres barrios de Colle: el barrio del obispo, la Viliella y Muriellos).

## Historia
Vozmediano aparece tempranamente en el año 919 en la donación que hace de este pueblo el Conde Guisvado al monasterio de San Adrián.
Perteneció en el pasado al condado de Colle.
Está situado en medio de los montes de los que el más importante es Pardomino, célebre por sus monasterios en la Edad Media y como lugar de cacerías.
Su iglesia parroquial, de buena fabrica renacentista está dedicada a San Pedro y es notable por su arquitectura del siglo XVI.
Hasta hace pocos años también había una ermita dedicada a Santiago apóstol entre Colle y Vozmediano de la que hoy en día solo queda algún resto.

Así se describe Vozmediano a mediados del siglo XIX en el Diccionario que elaboró el por entonces ministro de hacienda Pascual Madoz: 

Lugar en la provincia y diócesis de León, partido judicial de La Vecilla, audiencia territorial y capitanía general de Valladolid, ayuntamiento de Boñar. SITUADO a orillas de un arroyuelo que desemboca en el Porma; su clima es frío pero sano. Tiene 40 casas; escuela de primeras letras; iglesia parroquial (San Pedro), servida por un cura de ingreso y presentar del Duque de Uceda, y buenas aguas potables. Confina con la de Velilla, Valdoré, Colle y Adrados. El TERRENO es de mediana calidad y en parte de regadío. Los CAMINOS son locales. PRODUCTOS: granos, legumbres, lino y pastos; cría ganados y alguna caza. POBLACIÓN: 40 vecinos., 168 almas. CONTRIBUCIÓN: Con el ayuntamiento.

## Geografía

### Ubicación
| Noroeste: Vegamián (Pardomino) | Norte: Vegamián (Pardomino) y Primajas | Noreste: Corniero           |
| Oeste: Adrados                 |                                        | Este: La Velilla de Valdoré |
| Suroeste Grandoso              | Sur: Colle y Felechas                  | Sureste: Sotillos de Sabero |

## Demografía
Evolución de la población
| Gráfica de evolución demográfica de Vozmediano entre 2000 y 2016   |
|                                                                    |
| Población de derecho (2000-2016) según el padrón municipal del INE |